# Episodi di Auf Achse (seconda stagione)
La seconda stagione della serie televisiva Auf Achse è stata trasmessa in anteprima in Germania dalla ARD tra l'8 novembre 1983 e il 13 gennaio 1987.
| nº | Titolo originale            | Titolo italiano | Prima TV Germania | Prima TV Italia |
| -- | --------------------------- | --------------- | ----------------- | --------------- |
| 1  | Die Schlangengrube          | inedito         | 8 novembre 1983   | inedito         |
| 2  | Hokuspokus                  | inedito         | 15 novembre 1983  | inedito         |
| 3  | Die letzte Chance           | inedito         | 29 novembre 1983  | inedito         |
| 4  | Aussichtsloses Rennen       | inedito         | 6 dicembre 1983   | inedito         |
| 5  | Heiße Trucks                | inedito         | 13 dicembre 1983  | inedito         |
| 6  | Konvoi                      | inedito         | 20 dicembre 1983  | inedito         |
| 7  | Goldsucher in Lappland      | inedito         | 27 dicembre 1983  | inedito         |
| 8  | Pula Aika - Die Unruhezeit  | inedito         | 3 gennaio 1984    | inedito         |
| 9  | Eismeerstraße 6             | inedito         | 7 gennaio 1986    | inedito         |
| 10 | Um jeden Preis              | inedito         | 14 gennaio 1986   | inedito         |
| 11 | Glückssträhne               | inedito         | 21 gennaio 1986   | inedito         |
| 12 | Sizilianische Geschäfte     | inedito         | 28 gennaio 1986   | inedito         |
| 13 | Arrivederci                 | inedito         | 4 febbraio 1986   | inedito         |
| 14 | Mimi                        | inedito         | 11 febbraio 1986  | inedito         |
| 15 | Rotterdam Connection        | inedito         | 18 febbraio 1986  | inedito         |
| 16 | Thai-Teak                   | inedito         | 25 febbraio 1986  | inedito         |
| 17 | Grenzfälle                  | inedito         | 4 marzo 1986      | inedito         |
| 18 | Prosit Neujahr              | inedito         | 11 marzo 1986     | inedito         |
| 19 | Franz im Glück              | inedito         | 18 marzo 1986     | inedito         |
| 20 | Einmal grade - einmal krumm | inedito         | 25 marzo 1986     | inedito         |
| 21 | Felix Austria               | inedito         | 1º aprile 1986    | inedito         |
| 22 | Wasser für Santa Margarita  | inedito         | 8 aprile 1986     | inedito         |
| 23 | Pech im Spiel               | inedito         | 15 aprile 1986    | inedito         |
| 24 | Agentenbluff                | inedito         | 22 aprile 1986    | inedito         |
| 25 | Duell in Eldorado           | inedito         | 29 aprile 1986    | inedito         |
| 26 | SOS Esmeralda               | inedito         | 6 maggio 1986     | inedito         |
| 27 | Willkommen in Humberstone   | inedito         | 6 gennaio 1987    | inedito         |
| 28 | Wer einmal lügt......       | inedito         | 13 gennaio 1987   | inedito         |